# Давыдик, Дмитрий Викторович
Дмитрий Викторович Давыдик (бел. Дзмітрый Віктаравіч Давыдзік; род. 18 июня 1980 года в Ивацевичах) - трехкратный чемпион Мира по гиревому спорту, мастер спорта международного класса по гиревому спорту, кандидат в мастера спорта по триатлону, двукратный чемпион Республики Беларусь по гиревому спорту, двукратный обладатель Кубка Республики Беларусь по гиревому спорту, победитель турнира по гиревому спорту в рамках I Фестиваля национальных видов спорта и Игр стран участниц СНГ 2017 года.

## Биография
Родился 18 июня 1980 года в городе Ивацевичи Брестской области Белорусской ССР (ныне Республика Беларусь). До 1988 года обучался в Средней школе д. Яглевичи Ивацевичского района Брестской области. С 1988 по 1995 годы учился в Средней школе д.Вулька Обровская Ивацевичского района Брестской области. После окончания 9-ти классов поступил в Солигорский горно-химический техникум имени Мориса Тореза на отделение "Пожарная техника и безопасность", который закончил в 1999 году. Во время учёбы в школе, а затем и в техникуме Дмитрий Давыдик активно занимался спортом - посещал тренажерный зал. На старших курсах в составе сборной команды техникума участвовал в городских и республиканских соревнованиях среди допризывной молодежи.
После окончания техникума Дмитрий Давыдик проходил службу в органах и подразделениях Министерства по чрезвычайным ситуациям Республики Беларусь по Брестской области. В 2000 году в составе команды Ивацевичского районного отдела по чрезвычайным ситуациям МЧС Республики Беларусь по Брестской области впервые выступил на зональных соревнованиях по гиревому спорту, где познакомился со своим, впоследствии, первым тренером - Сигневичем Вадимом Владимировичем, заслуженным мастером спорта Республики Беларусь по гиревому спорту, четырёхкратным чемпионом Мира по гиревому спорту. Под руководством Вадима Владимировича Сигневича Дмитрий Давыдик выполнил, вначале, норматив Кандидата в мастера спорта, а затем и Мастера спорта Республики Беларусь. Во время службы в МЧС Дмитрий Давыдик стал трёхкратным победителем чемпионатов МЧС Республики Беларусь по гиревому спорту.
После окончания службы в МЧС Дмитрий Давыдик переехал в г. Минск, где продолжил занятия гиревым спортом, становясь неоднократным победителем и призёром республиканских и международных турниров.
Кроме занятий гиревым спортом Давыдик Д.В. занимается тренерской деятельностью. В списке его учеников не только белорусские спортсмены, но и спортсмены сборной команды Израиля, которые уже поднимались на пьедестал почета Открытого чемпионата Европы по гиревому спорту, проходившего в городе Варна Болгария в 2015 году.
Также Давыдик Д.В. большое внимание уделяет популяризации гиревого спорта. На канале БТ-5 белорусского телевидения, в рамках передачи "Фактор Силы" под руководством Павла Баранова, летом 2016 года вышла, посвященная гиревому спорту, в которой Давыдик Д.В. и его ученики рассказывают о теории и методике тренировок в гиревом спорте, а также показывают различные упражнения гиревого спорта. Кроме участия в телевизионных проектах, Дмитрий Давыдик занимается организацией и проведением турниров по гиревому спорту среди детей и взрослых. Интернет-сообществом DAVYDIK KETTLEBELL&FUNCTIONAL TRAINING постоянно организовываются и проводятся различные турниры, начиная от городских и заканчивая международными.
Также Дмитрий Давыдик имеет публикации по методике тренировок в гиревом спорте в спортивных журналах Железный мир и "Про Статус".
С 2016 года Дмитрий Давыдик проводит тренировки в одном из ведущих кроссфит-клубов г.Минска - клубе Club Panda.
Направления тренировок:
- гиревой спорт;
- гиревой фитнес;
- kettlcross - авторская методика функциональных тренировок с гирями;
- функциональный тренинг.
С 2018 года Дмитрий Давыдик тренируется и выступает в триатлоне. Специализация - средние и длинные дистанции. В 2019 году на открытом чемпионате Республики Беларусь по триатлону на средней дистанции Дмитрий выполнил норматив кандидата в мастера спорта Республики Беларусь. Дистанцию 1,9 км плавания, 90 км велогонки и 21.1 км бега Дмитрий преодолел за 4 часа 45 минут 49 секунд.

## Достижения
- чемпион мира по гиревому спорту 2013 года в двоеборье в Лутраки;
- чемпион мира по гиревому спорту 2014 года в толчке гирь по длинному циклу в Лионе;
- чемпион мира по гиревому спорту 2015 года в двоеборье в Целе;
- серебряный призер чемпионата мира по гиревому спорту 2018 года в двоеборье в Даугавпилсе;
- серебряный призёр Открытого чемпионата Европы по гиревому спорту 2015 года в двоеборье в Варне;
- бронзовый призёр чемпионата мира по гиревому спорту 2010 года в толчке гирь по длинному циклу в Бобруйске;
- бронзовый призёр чемпионата мира по гиревому спорту 2013 года в толчке гирь по длинному циклу в Ташкенте;
- победитель турнира по гиревому спорту в рамках I Фестиваля национальных видов спорта и Игр государств-участников СНГ 2017 года в двоеборье в Ульяновске.

## Награды и звания
- В 2015 году награждён нагрудным знаком Федерации профсоюзов Беларуси "За заслуги в развитии физической культуры и спорта", нагрудным знаком "За отличие" БФСО "Динамо".

## Научная деятельность
Республиканская научно-практическая конференция "Управление в сфере физической культуры и спорта : педагогический, экономический, правовой, социальный и медико - биологический аспекты". 2 февраля 2017 года. г. Минск. Тема : "Использование средств гиревого спорта в программе занятий по физическому воспитанию для студентов высших учебных заведений".
Всероссийская научно-практическая конференция с международным участием "Современные аспекты подготовки и профессиональной деятельности спортивного менеджера". 26-27 апреля 2017 года. Малаховка. МГАФК. Тема: "Некоторые аспекты деятельности федерации по виду спорта, не вошедшему в программу Олимпийских игр".
VII Конкурс на лучшую работу по теме "Спортивное право в Республике Беларусь". г. Минск. Тема: "Особенности правового регулирования финансирования федераций по видам спорта, не вошедшим в программу Олимпийских игр".
XV Международная научная сессия по итогам научно-исследовательской работы за 2016 год, посвященная 80-летию Белорусского государственного университета физической культуры. г. Минск. БГУФК. Тема: "Аспекты корректировки техники стандартных упражнений в гиревом спорте".
III Ежегодный международный конкурс научных публикаций в области экономики и образования "Magnum Opus Publication - 2016 / 2017".
Международный научно-теоретический журнал "Прикладная спортивная наука". ГУ "РНПЦ спорта". Декабрь 2017 года.  г. Минск. Тема: "Некоторые аспекты совершенствования техники выполнения упражнений в гиревом спорте".